# フランソワ・メニケッティ
フランソワ・メニケッティ（François Menichetti, 1894年12月26日 - 1969年8月27日）はフランスの作曲家、指揮者。フランソワ・デトーガ（François Detoga）のペンネームも用いた。
コルシカ島のバスティア出身。マンドリンオーケストラの作曲家として知られているほか、吹奏楽の作曲家としても活動するなど、アマチュア音楽のための作品を多く残した。シンプルなメロディーと伝統的な和声法が作品の特徴で、劇的な表現の標題音楽はジョアキーノ・ロッシーニやジュゼッペ・ヴェルディの影響を受けている。

## 作品

### 吹奏楽曲
- トルコ人の歌（1929）

### マンドリンオーケストラ曲
- ワルツ『音楽の祈り』（1920）
- 序曲『魔女の谷』（1954）
- スペイン風セレナーデ（1963）
- 劇的序曲『最後の宿営地』（1965）
- 幻想曲『ハンガリーの旅』（1965）
- 組曲『城の祭典』（1967）

## 文献
- Paul Sparks: The Classical Mandolin Oxford University Press, 2005. 225 p., ISBN 978-0-195-17337-6
- Wolfgang Suppan, Armin Suppan: Das Neue Lexikon des Blasmusikwesens, 4. Auflage, Freiburg-Tiengen, Blasmusikverlag Schulz GmbH, 1994, ISBN 3-923058-07-1
- Jean-Marie Londeix: Musique pour saxophone, volume II : répertoire général des oeuvres et des ouvrages d' enseignement pour le saxophone, Cherry Hill: Roncorp Publications, 1985.
- Carlo Carfagna, Mario Gangi: Dizionario chitarristico italiano, Ancona: Edizioni Musicali Berben, 1968, 97 p.